# Plangon från Aten
Plangon från Aten, levde på 300-talet f.Kr., var en grekisk hetär. 
Hon är känd från ett berömt tal ur Demosthenci Corpus, Mot Boeotus.  Hon beskrevs där av talaren, hennes styvson Mantitheos.  Enligt talet var hon en vacker kvinna, dotter till den skuldsatte atenaren Pamphilos, som blev älskarinna till Mantias.  Hon bosatte sig hos Mantias, som lät henne leva ett liv i lyx och åsidosatte sina två barn ur sitt förra äktenskap för att istället erkänna faderskapet och den legitima börden för sin son med Plangon.  
Plangon hade en ovanlig bakgrund som hetär, som en frifödd atenska som blev hetär snarare än en frigiven slav.  Hon ska inte förväxlas med den samtida hetären 
Plangon från Miletos, som också var känd som Pasiphila. 